# Тевяшёв, Николай Николаевич
Никола́й Никола́евич Тевяшёв (Тевяшов; 1842—1905) — туркестанский генерал-губернатор (1904-05), генерал от кавалерии (14.04.1902).

## Биография
Родился 30 июня (12 июля) 1842 в Колыбелке. Представитель дворянского рода Тевяшевых, племянник П. И. Тевяшева.
Окончил школу Гвардейских подпрапорщиков и кавалерийских юнкеров. Служил в 36-м драгунском Ахтырском полку: с 30.08.1861 — поручик, с 17.04.1863 — штабс-ротмистр, с 30.08.1868 — ротмистр, с 16.04.1872 — полковник; с 7 февраля 1876 года командовал полком в составе Рущукского отряда в русско-турецкой войне, был в боях у деревень Писанцы, Трестеника.
С 28 марта 1879 года — командир лейб-гвардии Конно-Гренадерского полка, с 7 июня 1881 — флигель-адъютант (с 30 августа 1882 года — генерал-майор с утверждением в должности). С 20 ноября 1884 года по 9 марта 1886 года возглавлял 1-ю бригаду 2-й гвардейской кавалерийской дивизии. С 9 марта 1886 года — чиновник особых поручений IV класса при Военном министре (до 01.05.1890). Астраханский губернатор и наказной атаман Астраханского казачьего войска (01.05.1890—17.10.1895).
С 30 августа 1892 года — генерал-лейтенант.
С 17 октября 1895 года — начальник Главного интендантского управления и Главный интендант Военного министерства; с 14 марта 1903 года — член Военного Совета.
С 22 июня 1904 года до своей смерти — туркестанский генерал-губернатор, командующий войсками Туркестанского военного округа и войсковой наказной атаман Семиреченского казачьего войска.
Умер в Ташкенте 24 ноября (7 декабря) 1905 года.

## Награды
российские:
- орден Св. Станислава 3-й ст. (1864)
- орден Св. Анны 3-й ст. (1866)
- орден Св. Станислава 2-й ст. (1868; императорская корона к ордену — 1870)
- орден Св. Анны 2-й ст. (1872)
- орден Св. Владимира 4-й ст. (1874; мечи к ордену — 1878)
- орден Св. Владимира 3-й ст. с мечами (1876)
- золотая сабля с надписью «За храбрость» (1878)
- орден Св. Станислава 1-й ст. (1883)
- орден Св. Анны 1-й ст. (1887)
- орден Св. Владимира 2-й ст. (1889)
- орден Белого орла (1895)
- орден Св. Александра Невского (1898; бриллиантовые знаки к ордену — 1901)

иностранные:
- австрийский орден Франца Иосифа, командорский крест (1874)
- прусский орден Красного орла 2-й ст. с мечами (1879)
- датский орден Данеброг 1-й ст. (1882)
- персидский орден Льва и Солнца 1-й ст. (1894)
- бухарский орден Золотой звезды 1-й ст. с бриллиантами (1896)
- австрийский орден Железной короны 1-й ст. (1897)
- прусский орден Красного орла 1-й ст. (1897)
- французский орден Почётного легиона, командорский крест (1897)
- румынский орден Короны 1-й ст., кавалер (1898)

## Семья
Был женат и имел одну дочь.